# Feroxodon
Feroxodon is een monotypisch geslacht van straalvinnige vissen uit de familie van kogelvissen (Tetraodontidae).

## Soort
- Feroxodon multistriatus (Richardson, 1854)